# フェニックスレイク・シーダーリッジ (カリフォルニア州)
フェニックスレイク・シーダーリッジ（英: Phoenix Lake-Cedar Ridge）は、アメリカ合衆国カリフォルニア州北部トゥオルミ郡にあった国勢調査指定地域（CDP)である。2000年の国勢調査時点での人口は5,123人だった。2010年の国勢調査前に解体され、フェニックスレイクとシーダーリッジがそれぞれCDPとなった。2010年のフェニックスレイクの人口は4,269人、シーダーリッジは1,132人である。

## 地理
フェニックスレイク・シーダーリッジは北緯38度1分10秒 西経120度17分52秒 / 北緯38.01944度 西経120.29778度に位置する。アメリカ合衆国国勢調査局に拠れば、市域全面積は25.4平方マイル (65.7 km2)であり、このうち陸地は25.2平方マイル (65.3 km2)、水域は0.1平方マイル (0.4 km2) 、水域率は0.55％である。

## 人口動態
以下は2000年の国勢調査による人口統計データである。
| 基礎データ - 人口: 5,123人 - 世帯数: 2,044世帯 - 家族数: 1,580家族 - 人口密度: 78.4人/km2（203.0人/mi2） - 住居数: 2,473軒 - 住居密度: 37.8軒/km2（98.0軒/mi2） 人種別人口構成 - 白人: 94.46% - アフリカン・アメリカン: 0.35% - ネイティブ・アメリカン: 1.13% - アジア人: 0.68% - 太平洋諸島系: 0.16% - その他の人種: 1.09% - 混血: 2.13% - ヒスパニック・ラテン系: 5.00% 年齢別人口構成 - 18歳未満: 23.2% - 18-24歳: 4.8% - 25-44歳: 19.6% - 45-64歳: 32.1% - 65歳以上: 20.3% - 年齢の中央値: 46歳 - 性比（女性100人あたり男性の人口） - 総人口: 91.8 - 18歳以上: 87.1 | 世帯と家族（対世帯数） - 18歳未満の子供がいる: 27.7% - 結婚・同居している夫婦: 66.2% - 未婚・離婚・死別女性が世帯主: 7.6% - 非家族世帯: 22.7% - 単身世帯: 18.2% - 65歳以上の老人1人暮らし: 8.8% - 平均構成人数 - 世帯: 2.51人 - 家族: 2.80人 収入と家計（2007年推計） - 収入の中央値 - 世帯: 44,699米ドル - 家族: 47,807米ドル - 性別 - 男性: 41,136米ドル - 女性: 26,923米ドル - 人口1人あたり収入: 22,853米ドル - 貧困線以下 - 対人口: 7.5% - 対家族数: 4.0% - 18歳未満: 7.0% - 65歳以上: 3.4% |

## 政治
カリフォルニア州議会では、上院の第14および下院の第25選挙区に属している。連邦議会下院ではカリフォルニア州第19選挙区に属している。クック投票動向指数は共和党+10である。2010年時点ですべて共和党議員が務めている。